# 上海大智慧股份
上海大智慧股份有限公司（Shanghai DZH Limited），简称大智慧，於2000年12月14日成立，2009年12月变更为股份有限公司，于2011年1月28日在上海证券交易所挂牌上市。
總部設在上海浦东，主要从事投资咨询，及时、专业的金融数据和数据分析。

## 历史
其旗下产品「大智慧」，是中国大陆的一款知名的证券决策系统（炒股软件）。2012年11月，推出手机版软件。
2015年5月2日，大智慧涉嫌信息披露违规，被中国证监会立案调查。该公司因攀上了“互联网+”以及收购湘财证券100%股权重组计划的公布，大智慧股价年内已经翻逾4倍。
2015年、2016年连续两年的净利润为负值，大智慧被实施“退市风险警示”，自2017年5月2日起名字变更为“*ST智慧”。2017年8月，大智慧与恒生电子股份有限公司签署转让协议，大智慧将其持有的全资子公司大智慧(香港)投资控股有限公司(大智慧香港)51%股权转让给恒生电子，股权转让价格合计为人民币3.672亿元人民币。
2019年4月26日大智慧公告称控股股东及实控人张长虹因涉嫌违规披露、不披露重要信息罪被公安机关拘留，接受调查。
2023年2月20日，大智慧披露诉讼进展，公司与实控人张长虹达成和解协议，由张长虹本人全额支付大智慧在证券虚假陈述责任纠纷系列案件中已经向相关投资人赔付的赔偿款3.35亿元。

## 外部連結
- 官方網站（页面存档备份，存于）